# Sandra Pisani
Alexandra Jane Pisani (Adelaida, 23 de enero de 1959 - Adelaida, 19 de abril de 2022), conocida como Sandra Pisani, fue una jugadora y entrenadora australiana de hockey sobre césped.

## Trayectoria
Pisani participó en el Mundial de 1983, disputado en Kuala Lumpur, donde llegó hasta las semifinales, pero perdió contra Canadá y obtuvo el tercer puesto al vencer a Alemania. En 1984 tuvo su primera participación olímpica en los Juegos Olímpicos de Los Angeles. En 1986 participó en el Mundial de Amstelveen. En 1987 jugó la primera edición del Champions Trophy, donde fue subcampeona, al perder la final contra Países Bajos. En Juegos Olímpicos de Seúl 1988 derrotó a Corea del Sur en la final y obtuvo la primera medalla de oro para su selección.